# Фрост, Дан
Дан Фрост (дат. Dan Frost; род. 22 мая 1961, в Фредериксберге, Дания) — датский трековый и шоссейный велогонщик. Олимпийский чемпион на треке в индивидуальной гонке по очкам на летних Олимпийских играх 1988 года в Сеуле. Чемпион мира в гонке по очкам среди любителей (1986). Чемпион Дании по шоссейному велоспорту в индивидуальной гонке (1990). В 2006—2013 годах работал спортивным директором команд «Team CSC» (затем — «Saxo Bank»), в 2014 году — команды «Team Sky».

## Достижения

### Трек
1980
3-й Чемпионат Дании — Командная гонка преследования (любители)
1981
1-й  Чемпион Дании — Индивидуальная гонка преследования (любители)
2-й Чемпионат Дании — Командная гонка преследования (любители)
1982
1-й  Чемпион Дании — Гонка по очкам (любители)
1983
1-й  Чемпион Дании — Гонка по очкам (любители)
1-й  Чемпион Дании — Командная гонка преследования (любители)
1984
1-й  Чемпион Дании — Командная гонка преследования (любители)
1985
1-й  Чемпион Дании — Индивидуальная гонка преследования (любители)
1-й  Чемпион Дании — Командная гонка преследования (любители)
3-й  Чемпионат мира — Гонка по очкам (любители)
1986
1-й  Чемпион мира — Гонка по очкам (любители)
1-й  Чемпион Дании — Индивидуальная гонка преследования (любители)
1-й  Чемпион Дании — Командная гонка преследования (любители)
1987
1-й  Чемпион Дании — Гонка по очкам (любители)
1-й  Чемпион Дании — Командная гонка преследования (любители)
1988
1-й  Летние Олимпийские игры — Индивидуальная гонка по очкам
1-й  Чемпион Дании — Командная гонка преследования (любители)
1989
1-й  Чемпион Дании — Гонка по очкам (любители)
1-й  Чемпион Дании — Командная гонка преследования (любители)
3-й Шесть дней Копенгагена
1990
1-й  Чемпион Дании — Командная гонка преследования (любители)

### Шоссе
1980
1-й  Чемпион Дании — Командная гонка с раздельным стартом (любители)
1985
1-й  Чемпион Дании — Групповая гонка (любители)
1986
1-й — Ля Кот Пикард
2-й — Париж — Руан
1990
1-й  Чемпион Дании — Индивидуальная гонка
1991
2-й — Тур Берлина